# ヨン・ナール
ヨン・ナール・クリスティンソン（アイスランド語: Jón Gnarr Kristinsson、発音: [ˈjouːn ˈknar̥ː] 原語の発音；ヨーン・ナール・クリスティンッソン、1967年1月2日 - ）は、アイスランドの俳優、コメディアン、政治家。2010年から2014年にかけて、首都レイキャヴィークの市長を務めた。
動物保護に関心があり「気候変動で北極からシロクマがアイスランドへ来るようになったにもかかわらず、政府当局は保護せず射殺している。これを憂慮する北欧人は極めて多い」としており、ベスト党の公約にある動物園でのシロクマ保護は、そういった理由からだとしている。
2013年7月12日、ロシアにおける同性愛者へ対する弾圧を容認できないとして、レイキャヴィークとモスクワとの姉妹都市関係を解消すると発表した。